# Bagbazar
Bagbazar (o Baghbazar, bengalí বাগবাজার) és un barri de Calcuta (Kolkata) al nord de la ciutat. El seu nom deriva de "baag" (flors) i "bazar" (mercat). Es va començar a poblar després de l'establiment britànic a Calcuta al segle xviii. És una junta o ward de la ciutat de Calcuta (Ward n1º 7) i té una població de 20.012 habitants (2001).
És famosa per la batalla lliurada el 16 de juny de 1756 quan Piccard va rebutjar un atac de la guàrdia de Siraj al-Dawla des del nord, tot i que dos dies després Calcuta fou ocupada en la batalla de Lal Dighi.